# Александър (внук на Селевк I Никатор)
Александър (Alexander, fl. 3 век пр.н.е.) e от гръко-македонски и персийски произход от династията Селевкиди, генерал и сатрап в Анатолия.
Александър е първият син на Ахей Стари и внук на Селевк I Никатор и Апама I. Майка му е гъркиня. Брат е на Антиохида (майка на Атал I Сотер), Лаодика I (съпруга на Антиох II Теос, майка на Селевк II Калиник) и Андромах (баща на Ахей Млади).
Той служи при чичо си по бащина линия цар Антиох I Сотер и става управител на регион Кария през 270 – 261 пр.н.е.
При зет му Антиох II Теос той също е важна фигура в Анатолия, между 261 – 244 пр.н.е. в град Магнезия ад Сипилум (днес Маниса).
През 240 пр.н.е. той е лоялен към племенника си Селевк II Калиник и е награден да управлява Лидия в Сарди. Той помага на втория си племенник Антиох Хиеракс по време на гражданската война с брат му Селевк II Калиник.